# Abai Qunanbajuly

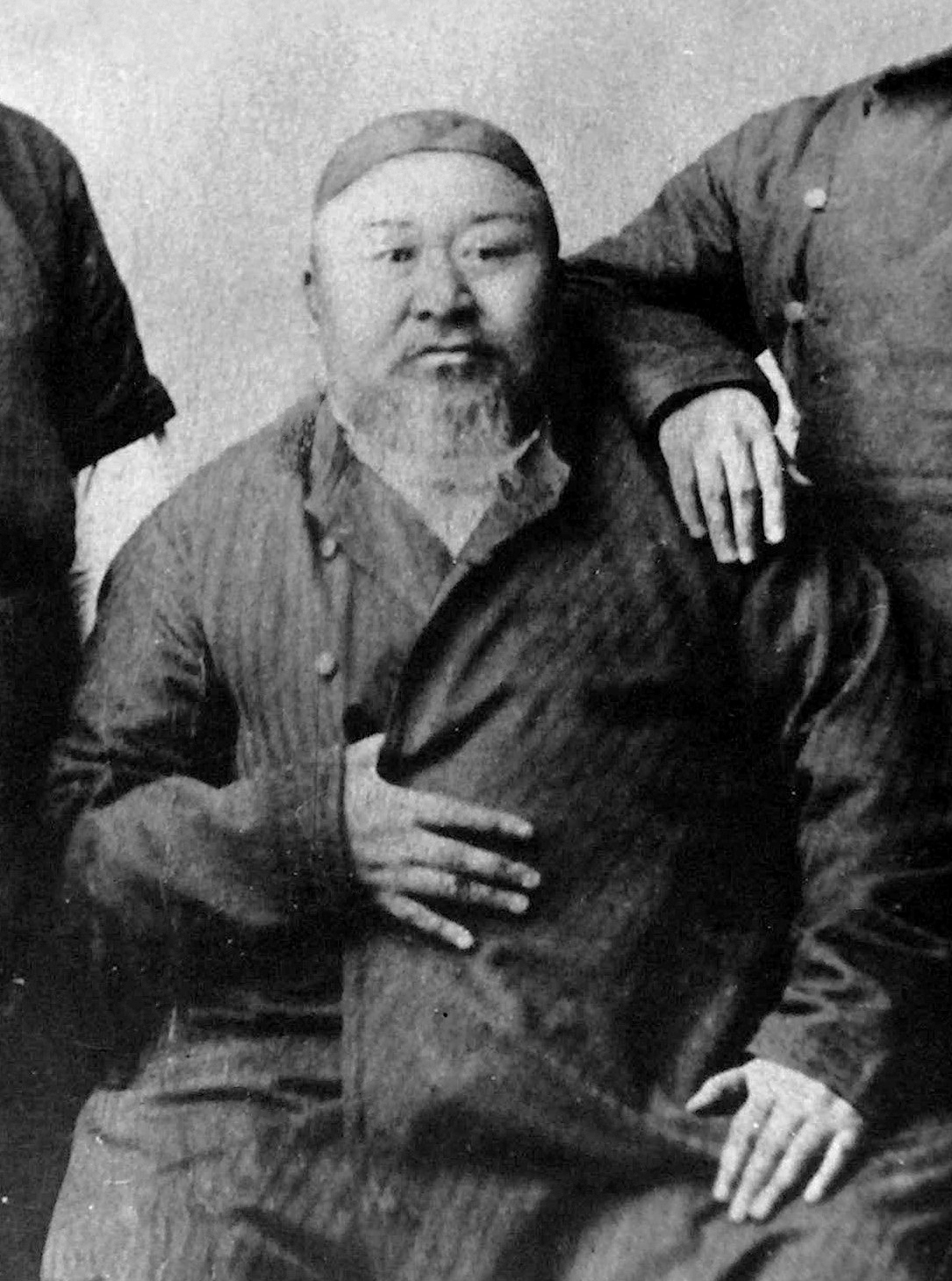
Abai Qunanbajuly

Abai (Ibrahim) Qunanbajuly (kasachisch Абай [Ибраһим] Құнанбайұлыⓘ, Abai (İbrahim) Qūnanbaiūly, russisch Аба́й (Ибраги́м) Кунанба́ев / Abai (Ibragim) Kunanbajew; * 29. Julijul. / 10. August 1845greg. bei Semei, damals Semipalatinsk; † 23. Junijul. / 6. Juli 1904greg. bei Semei) war ein kasachischer Dichter, Schriftsteller und Denker.

## Leben
Abai wurde 1845 als Ibrahim Qunanbajuly in der Familie eines kasachischen Geschlechtsoberhauptes (Bij) im heutigen Gebiet Ostkasachstan in den Tschingis-Bergen geboren. Wegen seiner intellektuellen Fähigkeiten bekam er den Beinamen Abai – „der Kluge, der Einsichtige“, unter welchem er später bekannt wurde.
Während der Kindheit lernte Abai in der Medresse des Ahmed-Riza und gleichzeitig in einer russischen Gebietsschule. Schon mit 13 Jahren begann er Gedichte zu schreiben. Er las leidenschaftlich gerne und lernte die Werke der großen Dichter und Schriftsteller Europas kennen. Besonders starken Einfluss übten Alexander Puschkin, Michail Lermontow, Johann Wolfgang von Goethe und Lord Byron auf den jungen Dichter aus. Der Einfluss war so stark, dass er als erster einige Werke von obengenannten Dichtern ins Kasachische übersetzt hat.
Seine Jugend musste Abai der Verwaltungstätigkeit in seinem Stamm widmen, die er jedoch verabscheute. Anfang der achtziger Jahre des 19. Jahrhunderts kam er in Kontakt mit einigen bedeutenden russischen Intellektuellen, die wegen ihrer liberalen Ansichten nach Kasachstan verbannt worden waren. In den Gesprächen mit ihnen und dem ununterbrochenen Selbststudium formierten sich die Ansichten von Abai endgültig.
Mit Anfang 40 begann er ernsthaft mit dem Schreiben. Seine Gedichte, Aphorismen und philosophischen Schriften fanden auch unter Russen große Beachtung. Schon zu Lebzeiten wurde er unter Kasachen und den Nachbarvölkern verehrt. Aus allen Teilen der großen Steppe zogen zu ihm Menschen, um Rat zu erfragen oder zu diskutieren.
Doch seine häufigen Angriffe auf die patriarchalischen, konservativen, halb-feudalen Gesellschaftsstrukturen der Kasachen schufen ihm viele Feinde unter der Oberschicht. Der Dichter wurde Opfer von Denunziationen, Verleumdungen und sogar Anschlägen. Abai starb dort, wo er auch geboren wurde – in den Tschingis-Bergen des Gouvernement von Semipalatinsk am 23. Juni 1904.

## Geistiges Erbe und Bedeutung

Abai Qunanbajuly Denkmal in Almaty, Kasachstan

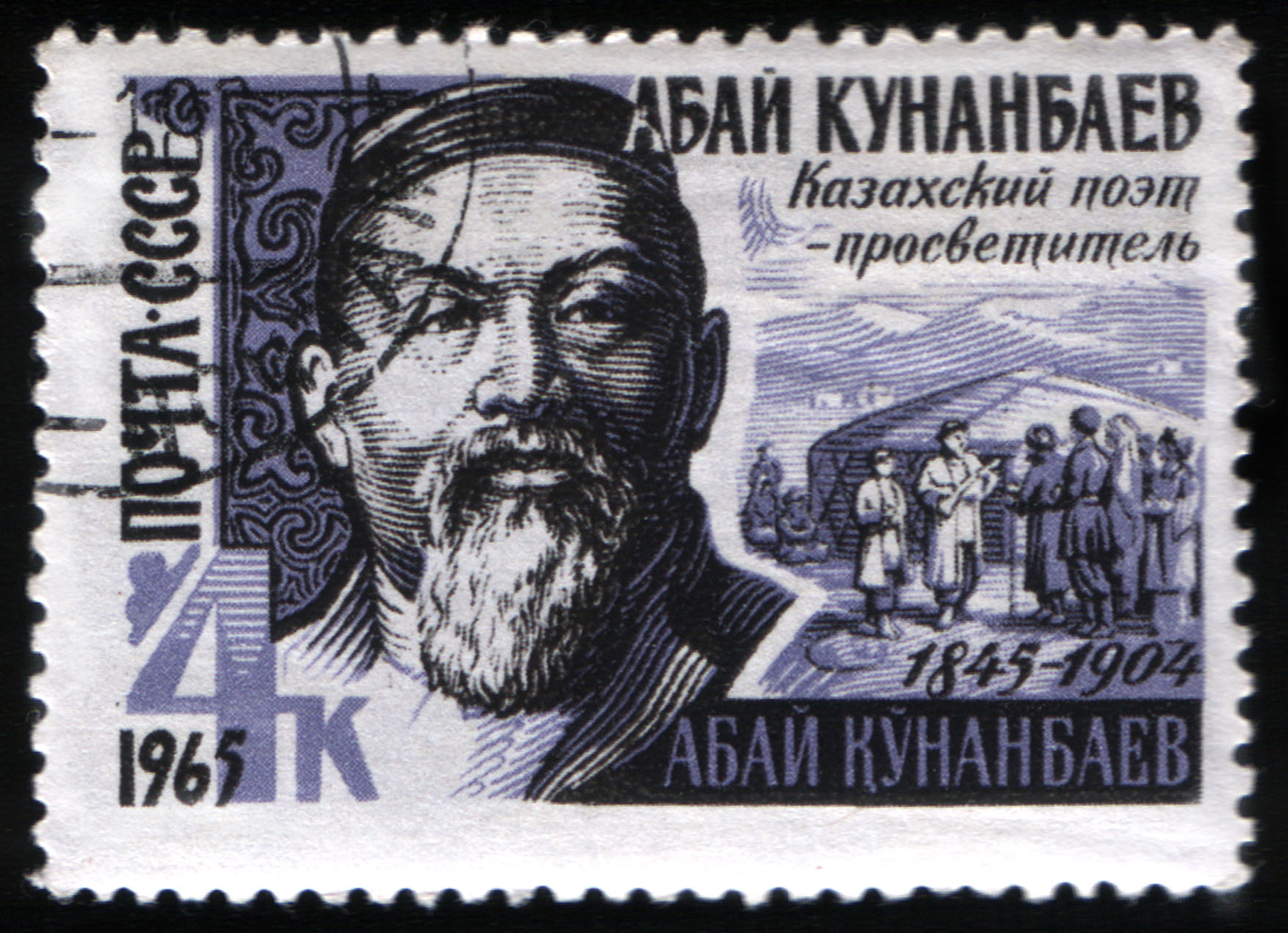
Abai Kunanbajew auf einer sowjetischen Briefmarke (1965)

Die Bedeutung von Abai für die kasachische Literatur, Kultur und sogar die kulturelle Entwicklung des Volkes wird allgemein als sehr hoch eingeschätzt. In seinen Gedichten, Erzählungen und Musikstücken benutzte er viele Genres und Formen, die in der kasachischen Literatur und Musik bisher unbekannt waren. Als hochgebildeter Mensch, der viele Sprachen beherrschte, übersetzte er zahlreiche Klassiker der Weltliteratur ins Kasachische und sorgte für die Eröffnung neuer Schulen, um dieses Erbe der Weltkultur breiten Bevölkerungsschichten zugänglich zu machen.
Abai war ein fortschrittlicher Intellektueller, der seiner Gesellschaft weit voraus war. Er machte die Kopplung der Kasachen an europäische Kultur, die Vermittlung der westlichen Werte der Freiheit, Gleichheit und Brüderlichkeit zu seiner Lebensaufgabe. Wie ein roter Faden zieht sich dieser Gedanke durch all seine Werke, wo Abai die Sturheit und den Konservatismus der alten Gesellschaft scharf kritisiert. Er wies immer auf die Notwendigkeit des kulturellen Anschlusses an Russland als Träger der europäischen Kultur hin, als die einzige Chance für die Entwicklung seines Landes. Dieser Anschluss sollte seiner Überzeugung nach das Wiederaufblühen der eigenen kasachischen kulturellen Tradition auf den festen Fundamenten der ehemals hochentwickelten Reiche um die Seidenstraße in Südkasachstan katalysieren.
Des Weiteren machte Abai in seinen Werken die Ablehnung der Gewalt („Iskander“) zum Thema und kritisierte in verdeckter Form die Autokratie. Er beschäftigte sich viel mit der islamischen Philosophie des Mittelalters.
Im modernen Kasachstan ist Abai zur nationalen Symbolfigur geworden. Seine Schriften sind in mehr als 60 Sprachen übersetzt. Die Stadt Abai im Gebiet Qaraghandy ist nach ihm benannt und die Kasachische Nationale Pädagogische Universität und das Abai-Opernhaus in Almaty tragen seinen Namen. Die zweibändige Biographie des Dichters – Der Weg von Abai („Abai shol“) von Muchtar Äuesow gilt als eines der besten Bücher der modernen kasachischen Literatur.
In seiner Heimatstadt Semei gibt es zu Ehren des Dichters das Abai-Qunanbajuly-Literaturmuseum.

## Werke
- Kara soz. Sammlung der philosophischen Schriften (deutsch: Schwarze Worte)

Poeme
- Masgud
- Iskander
- Sage über Asime

Gedichte
- Dem Kulenbai
- Aus der Zeit fällt ein Moment
- Sommer
- Wenn der Schatten lang wird
- Winter
- Herbst
- Karangy tynde tau kalgyp (Übersetzung Wanderers Nachtlied von Goethe)
- Liebe Grüsse an schöne Kalamkas